# Alfred Pinsonneault
Pour les articles homonymes, voir Pinsonneault.
Alfred Pinsonneault (2 juillet 1829 - 20 août 1897) fut un agriculteur, juge et homme politique fédéral du Québec, député de Laprairie.

## Biographie
Né à Saint-Cyprien-de-Napierville dans le Bas-Canada, il servit comme lieutenant-colonel dans le 7e bataillon dans la Milice d'Huntingdon. En 1888, il fut nommé maître du port de Saint-Jean-sur-Richelieu.

### Député
Il fut d'abord élu à l'Assemblée législative de la Province du Canada lors d'une élection partielle en 1863. Élu député du Parti conservateur dans la circonscription fédérale de Laprairie en 1867, il fut réélu en 1872, 1874, 1878 et en 1882. Il ne se représenta pas en 1887.